# Bastanès
Bastanès ist eine französische Gemeinde mit 96 Einwohnern (Stand 1. Januar 2022) im Département Pyrénées-Atlantiques in der Region Nouvelle-Aquitaine (vor 2016: Aquitanien). Die Gemeinde gehört zum Arrondissement Oloron-Sainte-Marie und zum Kanton Le Cœur de Béarn (bis 2015: Kanton Navarrenx).
Der Name in der gascognischen Sprache lautet Bastanés.

## Geographie
Bastanès liegt ca. 25 km nordwestlich von Oloron-Sainte-Marie in der historischen Provinz  Béarn.
Umgeben wird der Ort von den Nachbargemeinden:
|                         | Bugnein                                     |              |
| Viellenave-de-Navarrenx | Kompassrose, die auf Nachbargemeinden zeigt | Vielleségure |
| Castetnau-Camblong      | Méritein                                    |              |

Bastanès liegt im Einzugsgebiet des Flusses Adour am rechten Ufer des Gave d’Oloron, ein Zufluss des Gave de Pau. Folgende Nebenflüsse des Gave d’Oloron fließen ebenfalls durch das Ortsgebiet:
- der Saleys und sein Zufluss, der Herré,
- der Ruisseau les Barthes.[2]

## Geschichte
Laut Pierre de Marcas Buch Histoire de Béarn ist das Dorf im 11. Jahrhundert erwähnt worden. 1375 erscheint der Name Bastenes in den Verträgen, die vom Notar Luntz aufgezeichnet wurden. In der Volkszählung im Jahre 1385 wurden in Bastanees 28 Haushalte gezählt und vermerkt, dass die Siedlung in der Bailliage von Navarrenx liegt. Weitere Erwähnungen von Bastanès sind in der Folge Bastannes (Reformation von Béarn, gegen 1540). Auf der Karte von Cassini 1750 ist die Gemeinde als Bastanés eingetragen, während der Französischen Revolution 1793 als Bastanés geführt, während des Französischen Konsulats acht Jahre später als Bastanez und Bastanès.
1685 war Gaston III. Fébus, Vicomte von Béarn, unzufrieden mit dem damaligen Lehnsherrn aus Gründen, die heute nicht bekannt sind. Er beschlagnahmte seine Ländereien und sein Schloss, von dem heute keine Überreste vorhanden sind. Eine Zeit lang war die Gemeinde bekannt durch die Qualität des Sandsteins, der in einem der ortseigenen Steinbrüche abgebaut wurde und zum Bau von mehreren Gebäuden in der Region verwendet wurde.

### Einwohnerentwicklung
Nach dem Höhepunkt von über 289 Einwohnern in der Mitte des 19. Jahrhunderts ist die Zahl bis zu den 1940er Jahren um die Hälfte zurückgegangen. Bis zum Ende der 1980er Jahre leicht angestiegen, ist die Zahl der Einwohner in der Folge auf ungefähr 100 wieder zurückgefallen.
| Jahr      | 1962 | 1968 | 1975 | 1982 | 1990 | 1999 | 2006 | 2009 | 2022 |
| --------- | ---- | ---- | ---- | ---- | ---- | ---- | ---- | ---- | ---- |
| Einwohner | 136  | 143  | 132  | 143  | 105  | 97   | 99   | 103  | 96   |

## Sehenswürdigkeiten

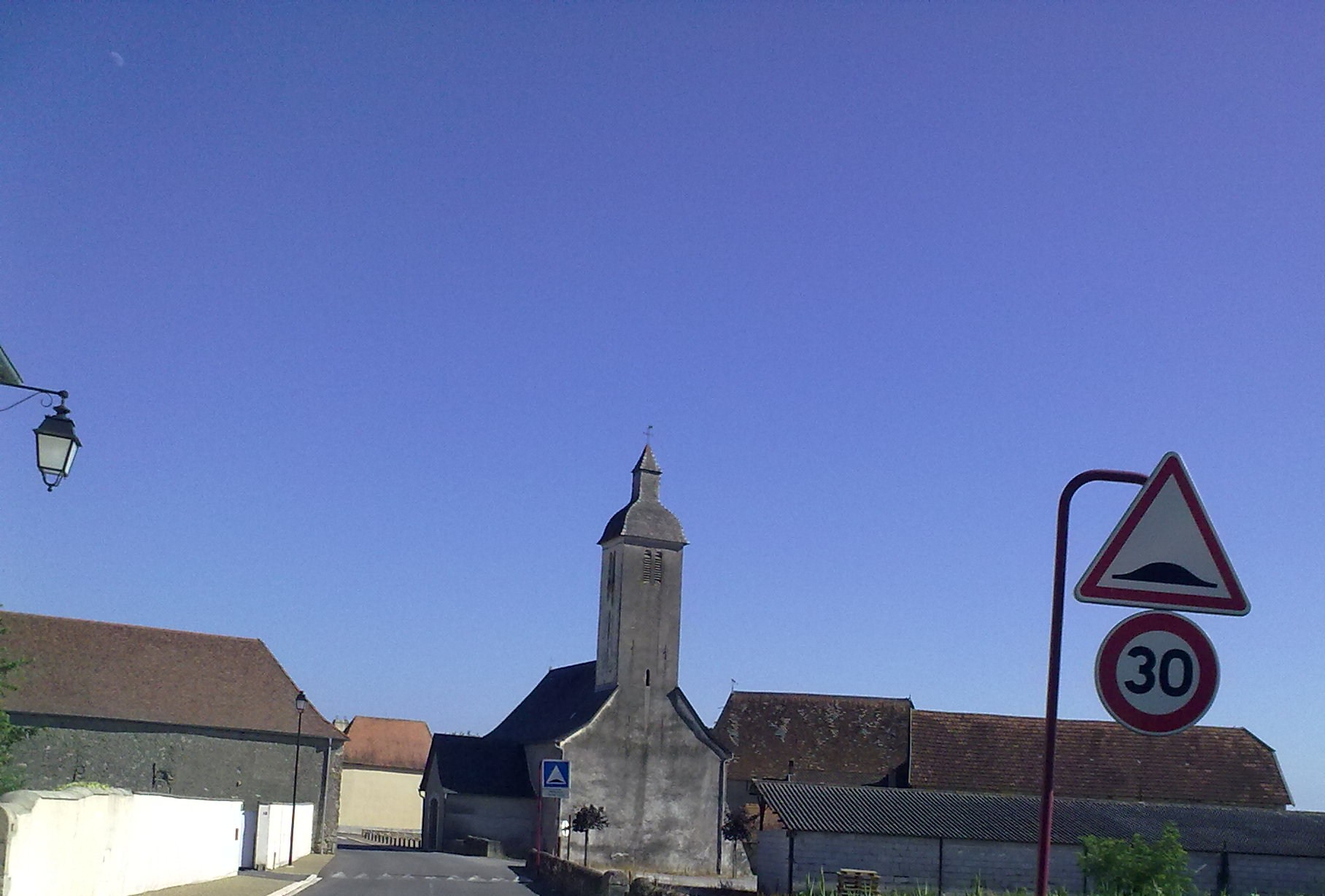
Kirche Saint-Laurent

- Kirche von Bastanès, gewidmet Laurentius von Rom. Die ehemalige, einfache Kirche wurde 1569 von protestantischen Truppen während der Hugenottenkriege niedergebrannt. Das heutige Gebäude ist ein Wiederaufbau aus dem 17. Jahrhundert und nach einem umfangreichen Umbau am Ende des 19. Jahrhunderts. Der Kirchturm an dieser Kirche ragt an der Nordmauer empor.[8]
- Taubenturm von Bastanès. An der Landstraße Richtung Orthez befindet sich ein Taubenturm aus dem 17. Jahrhundert, zu früheren Zeiten ein Zeichen des Reichtums. Je größer ein Taubenschlag war, umso größer war das Ansehen des Besitzers. Dieses Gebäude hat großzügige Ausmaße mit seiner Höhe von 6 m und seinem Durchmesser von 4,70 m. Er ist aus Kieselsteinen mit einer Mauerstärke von 60 cm erbaut und mit einem Schieferdach versehen. Der Taubenschlag bietet Nistplätze für über 700 Tauben.[9]

## Wirtschaft und Infrastruktur

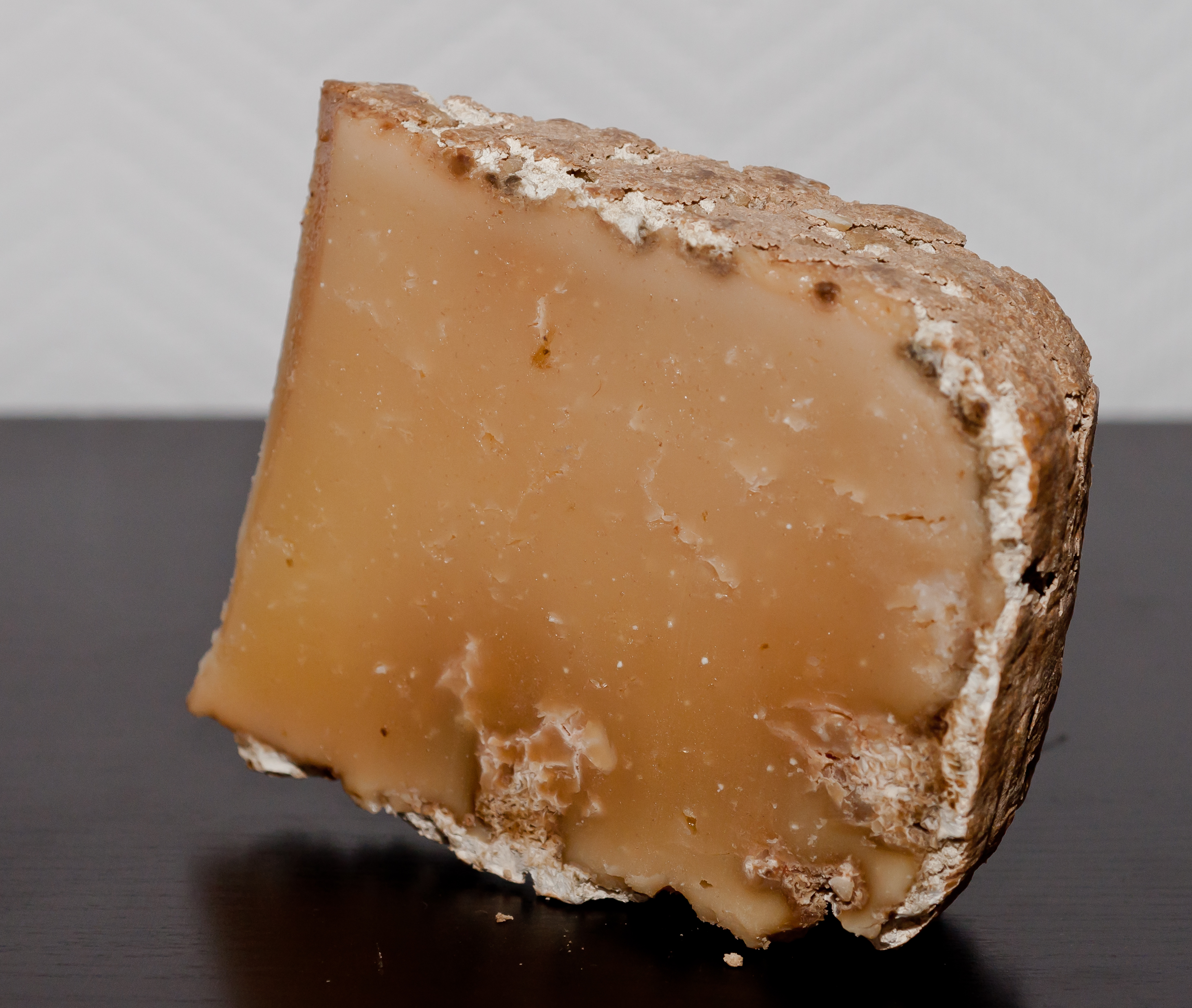
Ossau-Iraty très affiné

Ein Schwerpunkt der Wirtschaft bildet die Landwirtschaft. Bastanès liegt in den Zonen AOC des Ossau-Iraty, ein traditionell hergestellter Schnittkäse aus Schafmilch, sowie der Schweinerasse und des Schinkens „Kintoa“.

### Verkehr
Bastanès wird durchquert von den Routes départementales 27 und 947 (ehemalige Route nationale 647) und ist mit einer Linie des Busnetzes Transports 64 über Orthez und Navarrenx mit anderen Gemeinden des Départements verbunden.